# Grahek
Grahek je priimek v Sloveniji, ki ga je po podatkih Statističnega urada Republike Slovenije leta 2016 uporabljo 307 oseb in je med vsemi priimki po pogostosti uporabe uvrščen na 1.252. mesto.

## Znani nosilci priimka
- Anton Grahek, tamburaš, glasbeni pedagog in dirigent
- Branko Grahek (1918 - 1978), farmacevt
- Jure Grahek, režiser, scenarist
- Lucija Grahek, arheologinja, dr.
- Matej Grahek (*1974), flavtist, prof. AG
- Nina Grahek Križnar (*1960), prevajalka
- Rok Grahek, bio?kemik
- Uroš Grahek, glasbenik kitarist in pevec
- Urša Grahek, veterinarka
- Urška Grahek (*1969), uslužbenka Evropske komisije
- Zvonko Grahek (*1924 -), gospodarstvenik, politik, pisec spominov